# Szwajcaria na Zimowej Uniwersjadzie 2009
Szwajcarię na Zimowej Uniwersjadzie w Harbinie była reprezentowało 63 zawodników .

## Kadra

### Łyżwiarstwo figurowe
- Corinne Amman
- Melanie Baumann
- Isabelle Borsinger
- Jeniffer Estes
- Franziska Graeub
- Nicole Graf
- Julia Grauwiler
- Olivia Kern
- Ramona Kern
- Aline Langenegger
- Fabienne Locher
- Janina Luescher
- Luzia Luessi
- Eliane Luessi
- Susi Markendorf
- Fabienne Meier
- Itza Neuhaus
- Jamal Othman
- Michelle Trafelet
- Nadja Waefler

### Łyżwiarstwo szybkie
- Jan Caflisch
- Rico Litscher

### Curling
- Felix Attinger
- Yves Hess
- Pascal Hess
- Florian Meister
- Florian Zuerrer

### Narciarstwo alpejskie
- Aron Blaesi
- Patrick Boner
- Sandro Boner
- Christoph Boner
- Simona Candrian
- Nadja Cornaz
- Dimitri Cuche
- Manuel Faessler
- Jacqueline Hangl
- Mirena Kueng
- Daniela Spichtig
- Eliane Volken
- Tamara Wolf
- Thomas Zumbrunn

### Biegi narciarskie
- Philip Furrer
- Sandra Gredig
- Bettina Gruber
- Joel Herr
- Piet Herr
- Muriele Hueberli
- Rahel Imoberdorf
- Joeri Kindschi
- Felix Klaesi
- Tatjana Stiffler
- Laurien van der Graaff

### Kombinacja norweska
- Felix Klaesi

### Snowboard
- Tamara Bardy
- Clemens Bolli
- Alexander Eggel
- Simon Glatthard
- Pascal Pfiffner
- Seline Sauser
- Davis van Wijnkoop

### Narciarstwo dowolne
- Manuel Eicher
- Daniel Kusy
- Jan Peter